# Tuscília (gens)
Tuscília (em latim: Tuscilia, pl. Tuscilii) era uma obscura família plebeia da Roma Antiga. Quase nenhum membro desta gens é mencionado pelos escritores ou historiadores romanos, mas vários são conhecidos por meio de inscrições.

## Origem
O nomen Tuscílio pertence a uma classe gentilícia originalmente formada com o sufixo diminutivo -ulus.  O sobrenome Túsculo referia-se a um habitante de Túsculo, uma antiga cidade do Lácio. 

## Praenomina
Como se conhece poucos membros dessa, os prenomes dos Tuscilii não são totalmente conhecidos. Pelas inscrições, sabe-se que os prenomes mais comuns eram Quinto (Quintus), Tito (Titus) e Públio (Publius).

## Membros
- Tuscílio Naso, nomeado num sepulcro em Roma, datado de meados do século I a.C. [3]
- Tuscília Creste, nomeada junto com Lúcio Tuscílio Sinistor em uma inscrição em Casilino na Campânia, datada da segunda metade do século I a.C., ou início do século I d.C. [4]
- Lúcio Tuscílio Sinistor, nomeado junto com Tuscília Creste em uma inscrição de Casilino, datada da segunda metade do século I a.C., ou início do século I d.C. [4]
- Tuscílio, mencionado em uma inscrição do século I ou II de Treia in Piceno. [5]
- Tuscílio Nominato, um advogado pago pelo povo de Vicécia para comparecer no senado romano para se opor ao pedido de Solers, um ex-pretor, para estabelecer um mercado em suas terras em 105 d.C. A audiência foi adiada e, quando o assunto foi retomado, Nominato estava ausente. Posteriormente, ele afirmou ter abandonado o assunto por medo de represálias. O Senado concluiu que as suas ações foram erradas, mas não fraudulentas, e que deveria reembolsar os 2 500 denários pagos pelos Vicentinos para representá-los no assunto. O imperador Trajano mais tarde concedeu os rendimentos da propriedade de Nominato ao povo de Ricina em Piceno, para restaurar suas ruas e termas. [6] [7] [8]
- Quinto Tuscílio L. f. Quintiano, um soldado da décima primeira coorte urbana, enterrado em Vaga, na África Proconsular, aos vinte e três anos, num túmulo datado da segunda metade do século II, ou início do terceiro. [9]
- Tito Tuscílio Salvense, um soldado da quinta coorte das vigílias em Roma em 205 d.C. Ele serviu na centúria de Taurisco. [10]

### Tuscílios sem data
- Tuscília, nomeada num selo de cerâmica de Augustonêmeto na Aquitânia . [11]
- Marco Tuscílio M. f., um centurião da décima legião, [i] enterrado em Firmo in Piceno. [12]
- Públio Tuscílio Alexandre, nomeado em uma inscrição sepulcral em Roma. [13]
- Tuscília L. f. Libosa, enterrada em Tíbilis, na Numídia, junto com Quinto Méssio Rogato, de setenta e cinco anos, que talvez era seu marido. [14]
- Tibério Tuscílio Ti. eu. Fileros, um liberto enterrado num ossário em Roma. [15]
- Caio Tuscílio Romano, sepultado em Bonônia, na Gália Cisalpina, aos trinta e cinco anos, com um monumento de sua esposa, Hélpis. [16]
- Caio Tuscílio Victor, enterrado em Régias na Mauritânia Cesariense. [17]